# Außenstelle Teheran des Deutschen Archäologischen Instituts
Die Außenstelle Teheran des Deutschen Archäologischen Instituts (DAI) wurde 1961 als eigenständige Abteilung des DAI gegründet und 1996 in die ein Jahr zuvor gegründete Eurasien-Abteilung eingegliedert. Das Arbeitsgebiet umfasst die Archäologie des Iran von der Vorgeschichte bis in islamische Zeit.

## Geschichte und Aufgaben
Die Gründung der damaligen Abteilung Teheran des Deutschen Archäologischen Instituts erfolgte mit Hintergrund langjähriger deutscher Forschungen im Iran, beispielsweise durch Ernst Herzfeld, Friedrich Sarre, Waldemar Belck und Carl Ferdinand Friedrich Lehmann-Haupt. Zwischen den beiden Weltkriegen, als andere DAI-Abteilungen wie beispielsweise in Kairo eröffnet wurden, war dies aus Kostengründen in Teheran nicht möglich. 1937 wurde aber ein von Wilhelm Eilers geleiteter Stützpunkt des Archäologischen Instituts des Deutschen Reiches in Isfahan ins Leben gerufen, der allerdings schon im September 1941 nach der britisch-russischen Invasion wieder geschlossen werden musste. Ein Teil des Buchbestandes gelangte später in die Bibliothek der Abteilung Baghdad des DAI. 1957 wurden eine erste Erkundungsexpedition in Nordwest-Iran durchgeführt und gleichzeitig Verhandlungen über die Gründung einer Abteilung in Teheran begonnen. Nach Aufnahme erster Grabungen auf dem Tacht-e Suleiman 1959 konnte 1960 ein erstes Gebäude für das Institut im Zentrum Teherans angemietet werden, in dem die Abteilung am 22. September 1962 offiziell eröffnet wurde. 1973 zog die Abteilung in ein größeres Quartier im Stadtteil Vanak. Mittlerweile residiert die Außenstelle im Stadtteil Elahiyeh.
Die politische Lage im Iran nach der Iranischen Revolution 1979 machte den Aufenthalt der deutschen Beschäftigten an der Außenstelle Teheran schwierig bis unmöglich, so dass diese nach Deutschland abgeordnet werden mussten. Nach der Kündigung des bilateralen Kulturabkommens 1987 wurde die Abteilung geschlossen. Zeitweilig ruhten deshalb Grabungen und sonstige Feldforschungen. Seitdem führen die Wissenschaftler des DAI Teheran ihre Arbeit von Berlin aus durch und reisen nur für kürzere Forschungsaufenthalte nach Teheran. Die in ihrer Arbeit vor Ort auf diese Weise eingeschränkte Abteilung wurde schließlich 1996 als Außenstelle in die Eurasien-Abteilung eingegliedert. Zuvor stark durch Klassische Archäologen und Bauforscher geprägt, erhielt die Außenstelle 1997 mit dem interdisziplinären Projekt Alter Bergbau und Metallurgie im westlichen iranischen Hochland eine neue Ausrichtung verstärkt hin zur prähistorischen Archäologie unter Einbeziehung archäometrischer Methoden. Seit 2005 unterstützt die Außenstelle die Iranische Behörde für Kulturerbe, traditionelles Handwerk und Tourismus bei Rettungsgrabungen, so 2005–2006 im Sivand-Staudamm-Gebiet (Projekt: Darre-ye Bolaghi) und organisiert Workshops und Konferenzen im Land.
Von hier aus werden heute die seit 2000 stattfindenden regelmäßigen Feldforschungen des DAI im Iran, beispielsweise in Arisman und Darre-ye Bolaghi, organisiert. Gleichzeitig bildet die Außenstelle einen Anlaufpunkt für deutsche und iranische Altertumswissenschaftler.

## Direktoren und Leiter der Abteilung / Außenstelle
- 1960 Hans Henning von der Osten (gewählt und vor Aufnahme der Dienstgeschäfte verstorben)
- 1961–1971 Heinz Luschey
- 1971–1995 Wolfram Kleiss
- 1995–1999 Dietrich Huff
- 2000–2014 Barbara Helwing
- seit 2015 Judith Thomalsky

## Bibliothek und Fotothek
Die Bibliothek der Abteilung Teheran wuchs seit ihrer Gründung stetig, so dass der Bestand 1981 bereits 14250 Bände umfasste. Mit Gründung der Eurasien-Abteilung wurde ein Teil der Bücher nach Berlin überführt. Heute befinden sich in der Bibliothek der Außenstelle Teheran ca. 11000 Bände aus unterschiedlichen Sammelgebieten wie Vorderasiatische Kunstgeschichte und Archäologie, Architekturgeschichte, Alte Geschichte, Iranistik und Islamische Archäologie und Geschichte.
Die Fotothek umfasst eine umfangreiche Sammlung von Aufnahmen zur iranischen Archäologie und Kunstgeschichte sowie die Dokumentation der Ausgrabungen der Abteilung in Bisutun, Bastam, Tacht-e Suleiman, Zendan-i Suleiman und Firuzabad. Sie wird gegenwärtig in der Eurasien-Abteilung in Berlin aufbewahrt. Eine Auswahl von Bildern ist über die Bilddatenbank Arachne online einzusehen.

## Publikationen
Seit 1968 erscheint die Zeitschriftenreihe Archäologische Mitteilungen aus Iran und Turan (bis 1996 Archäologische Mitteilungen aus Iran) jährlich. Enthalten sind Aufsätze zu Themen der Archäologie des Iran und der nördlich und östlich angrenzenden Gebiete in deutscher, englischer und französischer Sprache.
Die Monographienreihe Archäologie in Iran und Turan erscheint seit 1997 und beschäftigt sich mit Themen der Archäologie im Iran und in den nördlich und östlich angrenzenden Steppengebieten.